# Cao su styren-butadien

Cao su styren-butađien là vật liệu cơ bản cho phần lớn các loại cao su tổng hợp. Nó được viết tắt là SBR, có nguồn gốc từ cụm từ tiếng Anh Styrene Butadiene Rubber. Nó là chất đồng trùng hợp từ butađien và styren,có công thức là -(-CH2-CH=CH-CH2-CH(C6H5)-CH2-)-n. Nó được nhà hóa học người Đức Walter Bock tổng hợp thành công lần đầu tiên vào năm 1929 bằng polyme hóa nhũ tương hai vật liệu này. Nó cũng là loại cao su tổng hợp đầu tiên có khả năng sử dụng ở quy mô kinh tế-thương mại. Ngày nay, SBR là loại cao su tổng hợp thông dụng và được dùng trong sản xuất săm, lốp và các đồ dùng bằng cao su khác. SBR thông thường chứa 23,5% styren và 76,5% butađien. Với hàm lượng styren cao hơn thì cao su này trở thành một chất dẻo nóng, tuy nhiên vẫn giữ được tính đàn hồi. Trong sản xuất công nghiệp, nhũ tương để polyme hóa được giữ ở nhiệt độ 5 °C, vì thế nó được gọi là polyme hóa lạnh. Việc polyme hóa nóng với nhiệt độ khoảng 50 °C tạo ra các mạch nhánh, điều này làm giảm độ mềm dẻo của cao su. Sau khi polyme hóa thì SBR vẫn ở dạng lỏng được lưu hóa và trở thành chất rắn.
Cao su SBR có độ ổn định tốt trong các môi trường axít hữu cơ và vô cơ cũng như base hay nước và rượu. Tuy nhiên độ ổn định của nó lại kém đối với các dung môi như các hợp chất béo, hợp chất thơm và các hydrocarbon clo hóa, cụ thể là trong dầu khoáng, mỡ hay xăng. Đối với các tác động của thời tiết, nó chịu đựng tốt hơn so với cao su tự nhiên, nhưng kém hơn cao su cloropren (CR) và cao su etyl propylen đien monome (EPDM). Khoảng nhiệt độ mà các ứng dụng có dùng SBR chịu đựng được là khoảng - 40 °C tới +70 °C.